# قهرمانی هندبال مردان جهان ۲۰۱۵
مسابقات قهرمانی هندبال مردان جهان ۲۰۱۵ که بیست و چهارمین دوره قهرمانی هندبال مردان جهان محسوب می‌شود، از ۲۵ دی تا ۱۲ بهمن ۱۳۹۳ برای نخستین بار در کشور قطر برگزار شد. در بازی پایانی، فرانسه با پیروزی ۲۵–۲۲ برابر قطر، برای پنجمین بار به مقام قهرمانی دست یافت. قطر، به عنوان نخستین تیم آسیایی که به بازی پایانی راه یافته، مقام دوم را کسب نمود. هم چنین، لهستان با پیروزی ۲۹–۲۸ برابر اسپانیا در پایان وقت اضافه به مقام سوم دست پیدا کرد.

## ورزشگاه‌ها
بازی‌های این دوره از مسابقات در سه ورزشگاه در شهرهای دوحه و شهر تازه تأسیس شدهٔ لوسیل در کشور قطر برگزار شد.
| لوسیل               | دوحه                          | دوحه                        | لوسیلدوحه · |
| Lusail Sports Arena | Ali Bin Hamad Al Attiya Arena | Duhail Handball Sports Hall | لوسیلدوحه · |
| گنجایش: ۱۵٬۳۰۰      | گنجایش: ۷٬۷۰۰                 | گنجایش: ۵٬۵۰۰               | لوسیلدوحه · |
|                     |                               |                             | لوسیلدوحه · |

## تیم‌های انتخاب شده
قطر به عنوان میزبان و اسپانیا به عنوان مدافع قهرمانی از حضور در مرحله مقدماتی معاف شدند و به صورت مستقیم به مرحله نهایی راه یافتند. ۲۲ تیم باقی‌مانده پس از انجام مرحله مقدماتی در قاره‌های مختلف، مشخص شدند.
پس از تعیین تیم‌های راه یافته به مرحله نهایی، بحرین و امارات متحده عربی که از قاره آسیا صعود کرده بودند از حضور در رقابت‌ها انصراف دادند و ایسلند و عربستان سعودی از سوی فدراسیون جهانی، جایگزین آن‌ها شدند.
هم چنین به جای استرالیا که به عنوان نماینده قاره اقیانوسیه در مرحله نهایی معرفی شده بود، یک سهمیه به آلمان به عنوان تیمی که بالاترین رتبه را در دوره قبل داشته و به این مسابقات راه نیافته بود، اعطا شد.
| مسابقه                              | تیم‌های انتخاب شده                                                                       |
| ----------------------------------- | --------------------------------------------------------------------------------------- |
| کشور میزبان                         | قطر                                                                                     |
| قهرمان دوره قبل                     | اسپانیا                                                                                 |
| قهرمانی هندبال مردان آفریقا ۲۰۱۴    | الجزایر · مصر · تونس                                                                    |
| قهرمانی هندبال مردان اروپا ۲۰۱۴     | کرواسی · دانمارک · فرانسه                                                               |
| قهرمانی هندبال مردان آسیا ۲۰۱۴      | بحرین · ایران · امارات متحدهٔ عربی                                                       |
| قهرمانی هندبال مردان اقیانوسیه ۲۰۱۴ | استرالیا                                                                                |
| پلی آف اروپا ۲۰۱۵                   | اتریش · بلاروس · بوسنی و هرزگوین · چک · مقدونیه شمالی · لهستان · روسیه · اسلوونی · سوئد |
| قهرمانی هندبال مردان آمریکا ۲۰۱۴    | آرژانتین · برزیل · شیلی                                                                 |
| سهمیه فدراسیون جهانی                | آلمان · ایسلند · عربستان سعودی                                                          |

## قرعه کشی
قرعه کشی در دوم مرداد ۱۳۹۳ در دوحه، پایتخت قطر برگزار شد.

## مرحله گروهی
چهار تیم نخست هر گروه به مرحله حذفی راه یافتند.

### معیار تعیین جایگاه تیم‌ها
برای تعیین جایگاه تیم‌هایی که پس از پایان مرحله گروهی، دارای امتیاز برابر باشند، ابتدا بازی رو در رو و در صورت تساوی، به ترتیب، تفاضل گل، گل زده و قرعه کشی برای تعیین جایگاه آن‌ها بررسی می‌شود.

### گروه A
| تیم     | بازی | برد | مساوی | باخت | گل‌زده | گل‌خورده | تفاضل‌گل | امتیاز |
| ------- | ---- | --- | ----- | ---- | ----- | ------- | ------- | ------ |
| اسپانیا | ۵    | ۵   | ۰     | ۰    | ۱۶۲   | ۱۲۷     | ۳۵+     | ۱۰     |
| قطر     | ۵    | ۴   | ۰     | ۱    | ۱۳۷   | ۱۲۲     | ۱۵+     | ۸      |
| اسلوونی | ۵    | ۳   | ۰     | ۲    | ۱۶۰   | ۱۴۵     | ۱۵+     | ۶      |
| برزیل   | ۵    | ۲   | ۰     | ۳    | ۱۴۶   | ۱۴۳     | ۳+      | ۴      |
| بلاروس  | ۵    | ۱   | ۰     | ۴    | ۱۴۷   | ۱۵۵     | ۸–      | ۲      |
| شیلی    | ۵    | ۰   | ۰     | ۵    | ۱۰۴   | ۱۶۴     | ۶۰–     | ۰      |

| ۲۵ دی ۱۳۹۳ ۲۰:۳۰ | قطر   | ۲۸–۲۳ | برزیل | ورزشگاه لوسیل، لوسیل |
| ۲۵ دی ۱۳۹۳ ۲۰:۳۰ | گزارش |       |       | ورزشگاه لوسیل، لوسیل |
| ۲۵ دی ۱۳۹۳ ۲۰:۳۰ |       |       |       | ورزشگاه لوسیل، لوسیل |

| ۲۶ دی ۱۳۹۳ ۱۷:۳۰ | اسپانیا | ۳۸–۳۳ | بلاروس | سالن هندبال دوحیل، دوحه |
| ۲۶ دی ۱۳۹۳ ۱۷:۳۰ | گزارش   |       |        | سالن هندبال دوحیل، دوحه |
| ۲۶ دی ۱۳۹۳ ۱۷:۳۰ |         |       |        | سالن هندبال دوحیل، دوحه |

| ۲۶ دی ۱۳۹۳ ۱۷:۳۰ | اسلوونی | ۳۶–۲۳ | شیلی | ورزشگاه علی بن حمد العطیه، دوحه |
| ۲۶ دی ۱۳۹۳ ۱۷:۳۰ | گزارش   |       |      | ورزشگاه علی بن حمد العطیه، دوحه |
| ۲۶ دی ۱۳۹۳ ۱۷:۳۰ |         |       |      | ورزشگاه علی بن حمد العطیه، دوحه |

| ۲۷ دی ۱۳۹۳ ۱۷:۳۰ | برزیل | ۲۷–۲۹ | اسپانیا | سالن هندبال دوحیل، دوحه |
| ۲۷ دی ۱۳۹۳ ۱۷:۳۰ | گزارش |       |         | سالن هندبال دوحیل، دوحه |
| ۲۷ دی ۱۳۹۳ ۱۷:۳۰ |       |       |         | سالن هندبال دوحیل، دوحه |

| ۲۷ دی ۱۳۹۳ ۱۷:۳۰ | بلاروس | ۲۹–۳۴ | اسلوونی | ورزشگاه لوسیل، لوسیل |
| ۲۷ دی ۱۳۹۳ ۱۷:۳۰ | گزارش  |       |         | ورزشگاه لوسیل، لوسیل |
| ۲۷ دی ۱۳۹۳ ۱۷:۳۰ |        |       |         | ورزشگاه لوسیل، لوسیل |

| ۲۷ دی ۱۳۹۳ ۱۹:۳۰ | شیلی  | ۲۰–۲۷ | قطر | ورزشگاه لوسیل، لوسیل |
| ۲۷ دی ۱۳۹۳ ۱۹:۳۰ | گزارش |       |     | ورزشگاه لوسیل، لوسیل |
| ۲۷ دی ۱۳۹۳ ۱۹:۳۰ |       |       |     | ورزشگاه لوسیل، لوسیل |

| ۲۹ دی ۱۳۹۳ ۱۷:۳۰ | اسپانیا | ۳۷–۱۶ | شیلی | سالن هندبال دوحیل، دوحه |
| ۲۹ دی ۱۳۹۳ ۱۷:۳۰ | گزارش   |       |      | سالن هندبال دوحیل، دوحه |
| ۲۹ دی ۱۳۹۳ ۱۷:۳۰ |         |       |      | سالن هندبال دوحیل، دوحه |

| ۲۹ دی ۱۳۹۳ ۱۷:۳۰ | بلاروس | ۲۹–۳۴ | برزیل | ورزشگاه لوسیل، لوسیل |
| ۲۹ دی ۱۳۹۳ ۱۷:۳۰ | گزارش  |       |       | ورزشگاه لوسیل، لوسیل |
| ۲۹ دی ۱۳۹۳ ۱۷:۳۰ |        |       |       | ورزشگاه لوسیل، لوسیل |

| ۲۹ دی ۱۳۹۳ ۱۹:۳۰ | اسلوونی | ۲۹–۳۱ | قطر | ورزشگاه لوسیل، لوسیل |
| ۲۹ دی ۱۳۹۳ ۱۹:۳۰ | گزارش   |       |     | ورزشگاه لوسیل، لوسیل |
| ۲۹ دی ۱۳۹۳ ۱۹:۳۰ |         |       |     | ورزشگاه لوسیل، لوسیل |

| ۱ بهمن ۱۳۹۳ ۱۷:۳۰ | اسلوونی | ۳۵–۳۲ | برزیل | سالن هندبال دوحیل، دوحه |
| ۱ بهمن ۱۳۹۳ ۱۷:۳۰ | گزارش   |       |       | سالن هندبال دوحیل، دوحه |
| ۱ بهمن ۱۳۹۳ ۱۷:۳۰ |         |       |       | سالن هندبال دوحیل، دوحه |

| ۱ بهمن ۱۳۹۳ ۱۷:۳۰ | شیلی  | ۲۳–۳۴ | بلاروس | ورزشگاه لوسیل، لوسیل |
| ۱ بهمن ۱۳۹۳ ۱۷:۳۰ | گزارش |       |        | ورزشگاه لوسیل، لوسیل |
| ۱ بهمن ۱۳۹۳ ۱۷:۳۰ |       |       |        | ورزشگاه لوسیل، لوسیل |

| ۱ بهمن ۱۳۹۳ ۱۹:۳۰ | قطر   | ۲۵–۲۸ | اسپانیا | ورزشگاه لوسیل، لوسیل |
| ۱ بهمن ۱۳۹۳ ۱۹:۳۰ | گزارش |       |         | ورزشگاه لوسیل، لوسیل |
| ۱ بهمن ۱۳۹۳ ۱۹:۳۰ |       |       |         | ورزشگاه لوسیل، لوسیل |

| ۳ بهمن ۱۳۹۳ ۱۷:۳۰ | برزیل | ۳۰–۲۲ | شیلی | ورزشگاه لوسیل، لوسیل |
| ۳ بهمن ۱۳۹۳ ۱۷:۳۰ | گزارش |       |      | ورزشگاه لوسیل، لوسیل |
| ۳ بهمن ۱۳۹۳ ۱۷:۳۰ |       |       |      | ورزشگاه لوسیل، لوسیل |

| ۳ بهمن ۱۳۹۳ ۱۷:۳۰ | اسپانیا | ۳۰–۲۶ | اسلوونی | سالن هندبال دوحیل، دوحه |
| ۳ بهمن ۱۳۹۳ ۱۷:۳۰ | گزارش   |       |         | سالن هندبال دوحیل، دوحه |
| ۳ بهمن ۱۳۹۳ ۱۷:۳۰ |         |       |         | سالن هندبال دوحیل، دوحه |

| ۳ بهمن ۱۳۹۳ ۱۹:۳۰ | قطر   | ۲۶–۲۲ | بلاروس | ورزشگاه لوسیل، لوسیل |
| ۳ بهمن ۱۳۹۳ ۱۹:۳۰ | گزارش |       |        | ورزشگاه لوسیل، لوسیل |
| ۳ بهمن ۱۳۹۳ ۱۹:۳۰ |       |       |        | ورزشگاه لوسیل، لوسیل |

### گروه B
| تیم             | بازی | برد | مساوی | باخت | گل‌زده | گل‌خورده | تفاضل‌گل | امتیاز |
| --------------- | ---- | --- | ----- | ---- | ----- | ------- | ------- | ------ |
| کرواسی          | ۵    | ۵   | ۰     | ۰    | ۱۵۸   | ۱۲۴     | ۳۴+     | ۱۰     |
| مقدونیه شمالی   | ۵    | ۴   | ۰     | ۱    | ۱۵۳   | ۱۳۸     | ۱۵+     | ۸      |
| اتریش           | ۵    | ۲   | ۱     | ۲    | ۱۴۷   | ۱۴۰     | ۷+      | ۵      |
| تونس            | ۵    | ۲   | ۱     | ۲    | ۱۳۲   | ۱۳۳     | ۱–      | ۵      |
| بوسنی و هرزگوین | ۵    | ۱   | ۰     | ۴    | ۱۱۸   | ۱۲۸     | ۱۰–     | ۲      |
| ایران           | ۵    | ۰   | ۰     | ۵    | ۱۲۷   | ۱۷۲     | ۴۵–     | ۰      |

| ۲۶ دی ۱۳۹۳ ۱۵:۳۰ | بوسنی و هرزگوین | ۳۰–۲۵ | ایران | ورزشگاه لوسیل، لوسیل |
| ۲۶ دی ۱۳۹۳ ۱۵:۳۰ | گزارش           |       |       | ورزشگاه لوسیل، لوسیل |
| ۲۶ دی ۱۳۹۳ ۱۵:۳۰ |                 |       |       | ورزشگاه لوسیل، لوسیل |

| ۲۶ دی ۱۳۹۳ ۱۷:۳۰ | مقدونیه شمالی | ۳۳–۲۵ | تونس | ورزشگاه لوسیل، لوسیل |
| ۲۶ دی ۱۳۹۳ ۱۷:۳۰ | گزارش         |       |      | ورزشگاه لوسیل، لوسیل |
| ۲۶ دی ۱۳۹۳ ۱۷:۳۰ |               |       |      | ورزشگاه لوسیل، لوسیل |

| ۲۶ دی ۱۳۹۳ ۱۹:۳۰ | کرواسی | ۳۲–۳۰ | اتریش | سالن هندبال دوحیل، دوحه |
| ۲۶ دی ۱۳۹۳ ۱۹:۳۰ | گزارش  |       |       | سالن هندبال دوحیل، دوحه |
| ۲۶ دی ۱۳۹۳ ۱۹:۳۰ |        |       |       | سالن هندبال دوحیل، دوحه |

| ۲۷ دی ۱۳۹۳ ۱۹:۳۰ | تونس  | ۲۵–۲۸ | کرواسی | سالن هندبال دوحیل، دوحه |
| ۲۷ دی ۱۳۹۳ ۱۹:۳۰ | گزارش |       |        | سالن هندبال دوحیل، دوحه |
| ۲۷ دی ۱۳۹۳ ۱۹:۳۰ |       |       |        | سالن هندبال دوحیل، دوحه |

| ۲۷ دی ۱۳۹۳ ۱۹:۳۰ | ایران | ۳۱–۳۳ | مقدونیه شمالی | ورزشگاه علی بن حمد العطیه، دوحه |
| ۲۷ دی ۱۳۹۳ ۱۹:۳۰ | گزارش |       |               | ورزشگاه علی بن حمد العطیه، دوحه |
| ۲۷ دی ۱۳۹۳ ۱۹:۳۰ |       |       |               | ورزشگاه علی بن حمد العطیه، دوحه |

| ۲۷ دی ۱۳۹۳ ۲۱:۳۰ | اتریش | ۲۳–۲۱ | بوسنی و هرزگوین | ورزشگاه علی بن حمد العطیه، دوحه |
| ۲۷ دی ۱۳۹۳ ۲۱:۳۰ | گزارش |       |                 | ورزشگاه علی بن حمد العطیه، دوحه |
| ۲۷ دی ۱۳۹۳ ۲۱:۳۰ |       |       |                 | ورزشگاه علی بن حمد العطیه، دوحه |

| ۲۹ دی ۱۳۹۳ ۱۹:۳۰ | بوسنی و هرزگوین | ۲۲–۲۵ | مقدونیه شمالی | ورزشگاه علی بن حمد العطیه، دوحه |
| ۲۹ دی ۱۳۹۳ ۱۹:۳۰ | گزارش           |       |               | ورزشگاه علی بن حمد العطیه، دوحه |
| ۲۹ دی ۱۳۹۳ ۱۹:۳۰ |                 |       |               | ورزشگاه علی بن حمد العطیه، دوحه |

| ۲۹ دی ۱۳۹۳ ۱۹:۳۰ | کرواسی | ۴۱–۲۲ | ایران | سالن هندبال دوحیل، دوحه |
| ۲۹ دی ۱۳۹۳ ۱۹:۳۰ | گزارش  |       |       | سالن هندبال دوحیل، دوحه |
| ۲۹ دی ۱۳۹۳ ۱۹:۳۰ |        |       |       | سالن هندبال دوحیل، دوحه |

| ۲۹ دی ۱۳۹۳ ۲۱:۳۰ | اتریش | ۲۵–۲۵ | تونس | ورزشگاه علی بن حمد العطیه، دوحه |
| ۲۹ دی ۱۳۹۳ ۲۱:۳۰ | گزارش |       |      | ورزشگاه علی بن حمد العطیه، دوحه |
| ۲۹ دی ۱۳۹۳ ۲۱:۳۰ |       |       |      | ورزشگاه علی بن حمد العطیه، دوحه |

| ۱ بهمن ۱۳۹۳ ۱۷:۳۰ | ایران | ۲۶–۳۸ | اتریش | ورزشگاه علی بن حمد العطیه، دوحه |
| ۱ بهمن ۱۳۹۳ ۱۷:۳۰ | گزارش |       |       | ورزشگاه علی بن حمد العطیه، دوحه |
| ۱ بهمن ۱۳۹۳ ۱۷:۳۰ |       |       |       | ورزشگاه علی بن حمد العطیه، دوحه |

| ۱ بهمن ۱۳۹۳ ۱۹:۳۰ | بوسنی و هرزگوین | ۲۴–۲۷ | تونس | ورزشگاه علی بن حمد العطیه، دوحه |
| ۱ بهمن ۱۳۹۳ ۱۹:۳۰ | گزارش           |       |      | ورزشگاه علی بن حمد العطیه، دوحه |
| ۱ بهمن ۱۳۹۳ ۱۹:۳۰ |                 |       |      | ورزشگاه علی بن حمد العطیه، دوحه |

| ۱ بهمن ۱۳۹۳ ۱۹:۳۰ | مقدونیه شمالی | ۲۶–۲۹ | کرواسی | سالن هندبال دوحیل، دوحه |
| ۱ بهمن ۱۳۹۳ ۱۹:۳۰ | گزارش         |       |        | سالن هندبال دوحیل، دوحه |
| ۱ بهمن ۱۳۹۳ ۱۹:۳۰ |               |       |        | سالن هندبال دوحیل، دوحه |

| ۳ بهمن ۱۳۹۳ ۱۷:۳۰ | تونس  | ۳۰–۲۳ | ایران | ورزشگاه علی بن حمد العطیه، دوحه |
| ۳ بهمن ۱۳۹۳ ۱۷:۳۰ | گزارش |       |       | ورزشگاه علی بن حمد العطیه، دوحه |
| ۳ بهمن ۱۳۹۳ ۱۷:۳۰ |       |       |       | ورزشگاه علی بن حمد العطیه، دوحه |

| ۳ بهمن ۱۳۹۳ ۱۹:۳۰ | مقدونیه شمالی | ۳۶–۳۱ | اتریش | ورزشگاه علی بن حمد العطیه، دوحه |
| ۳ بهمن ۱۳۹۳ ۱۹:۳۰ | گزارش         |       |       | ورزشگاه علی بن حمد العطیه، دوحه |
| ۳ بهمن ۱۳۹۳ ۱۹:۳۰ |               |       |       | ورزشگاه علی بن حمد العطیه، دوحه |

| ۳ بهمن ۱۳۹۳ ۱۹:۳۰ | کرواسی | ۲۸–۲۱ | بوسنی و هرزگوین | سالن هندبال دوحیل، دوحه |
| ۳ بهمن ۱۳۹۳ ۱۹:۳۰ | گزارش  |       |                 | سالن هندبال دوحیل، دوحه |
| ۳ بهمن ۱۳۹۳ ۱۹:۳۰ |        |       |                 | سالن هندبال دوحیل، دوحه |

### گروه C
| تیم     | بازی | برد | مساوی | باخت | گل‌زده | گل‌خورده | تفاضل‌گل | امتیاز |
| ------- | ---- | --- | ----- | ---- | ----- | ------- | ------- | ------ |
| فرانسه  | ۵    | ۴   | ۱     | ۰    | ۱۴۳   | ۱۲۸     | ۱۵+     | ۹      |
| سوئد    | ۵    | ۳   | ۱     | ۱    | ۱۳۷   | ۱۰۹     | ۲۸+     | ۷      |
| ایسلند  | ۵    | ۲   | ۱     | ۲    | ۱۲۷   | ۱۳۵     | ۸–      | ۵      |
| مصر     | ۵    | ۲   | ۱     | ۲    | ۱۳۵   | ۱۲۵     | ۱۰+     | ۵      |
| چک      | ۵    | ۲   | ۰     | ۳    | ۱۴۵   | ۱۳۸     | ۷+      | ۴      |
| الجزایر | ۵    | ۰   | ۰     | ۵    | ۱۰۹   | ۱۶۱     | ۵۲–     | ۰      |

| ۲۶ دی ۱۳۹۳ ۱۹:۳۰ | الجزایر | ۳۴−۲۰ | مصر | ورزشگاه علی بن حمد العطیه، دوحه |
| ۲۶ دی ۱۳۹۳ ۱۹:۳۰ | گزارش   |       |     | ورزشگاه علی بن حمد العطیه، دوحه |
| ۲۶ دی ۱۳۹۳ ۱۹:۳۰ |         |       |     | ورزشگاه علی بن حمد العطیه، دوحه |

| ۲۶ دی ۱۳۹۳ ۲۱:۳۰ | فرانسه | ۲۷−۳۰ | چک | سالن هندبال دوحیل، دوحه |
| ۲۶ دی ۱۳۹۳ ۲۱:۳۰ | گزارش  |       |    | سالن هندبال دوحیل، دوحه |
| ۲۶ دی ۱۳۹۳ ۲۱:۳۰ |        |       |    | سالن هندبال دوحیل، دوحه |

| ۲۶ دی ۱۳۹۳ ۲۱:۳۰ | سوئد  | ۱۶−۲۴ | ایسلند | ورزشگاه علی بن حمد العطیه، دوحه |
| ۲۶ دی ۱۳۹۳ ۲۱:۳۰ | گزارش |       |        | ورزشگاه علی بن حمد العطیه، دوحه |
| ۲۶ دی ۱۳۹۳ ۲۱:۳۰ |       |       |        | ورزشگاه علی بن حمد العطیه، دوحه |

| ۲۸ دی ۱۳۹۳ ۱۹:۳۰ | ایسلند | ۳۲–۲۴ | الجزایر | ورزشگاه علی بن حمد العطیه، دوحه |
| ۲۸ دی ۱۳۹۳ ۱۹:۳۰ | گزارش  |       |         | ورزشگاه علی بن حمد العطیه، دوحه |
| ۲۸ دی ۱۳۹۳ ۱۹:۳۰ |        |       |         | ورزشگاه علی بن حمد العطیه، دوحه |

| ۲۸ دی ۱۳۹۳ ۲۱:۳۰ | چک    | ۲۲–۳۶ | سوئد | ورزشگاه علی بن حمد العطیه، دوحه |
| ۲۸ دی ۱۳۹۳ ۲۱:۳۰ | گزارش |       |      | ورزشگاه علی بن حمد العطیه، دوحه |
| ۲۸ دی ۱۳۹۳ ۲۱:۳۰ |       |       |      | ورزشگاه علی بن حمد العطیه، دوحه |

| ۲۸ دی ۱۳۹۳ ۲۱:۳۰ | مصر   | ۲۴–۲۸ | فرانسه | سالن هندبال دوحیل، دوحه |
| ۲۸ دی ۱۳۹۳ ۲۱:۳۰ | گزارش |       |        | سالن هندبال دوحیل، دوحه |
| ۲۸ دی ۱۳۹۳ ۲۱:۳۰ |       |       |        | سالن هندبال دوحیل، دوحه |

| ۳۰ دی ۱۳۹۳ ۱۹:۳۰ | چک    | ۲۴–۲۷ | مصر | ورزشگاه علی بن حمد العطیه، دوحه |
| ۳۰ دی ۱۳۹۳ ۱۹:۳۰ | گزارش |       |     | ورزشگاه علی بن حمد العطیه، دوحه |
| ۳۰ دی ۱۳۹۳ ۱۹:۳۰ |       |       |     | ورزشگاه علی بن حمد العطیه، دوحه |

| ۳۰ دی ۱۳۹۳ ۲۱:۳۰ | فرانسه | ۲۶–۲۶ | ایسلند | سالن هندبال دوحیل، دوحه |
| ۳۰ دی ۱۳۹۳ ۲۱:۳۰ | گزارش  |       |        | سالن هندبال دوحیل، دوحه |
| ۳۰ دی ۱۳۹۳ ۲۱:۳۰ |        |       |        | سالن هندبال دوحیل، دوحه |

| ۳۰ دی ۱۳۹۳ ۲۱:۳۰ | سوئد  | ۲۷–۱۹ | الجزایر | ورزشگاه علی بن حمد العطیه، دوحه |
| ۳۰ دی ۱۳۹۳ ۲۱:۳۰ | گزارش |       |         | ورزشگاه علی بن حمد العطیه، دوحه |
| ۳۰ دی ۱۳۹۳ ۲۱:۳۰ |       |       |         | ورزشگاه علی بن حمد العطیه، دوحه |

| ۲ بهمن ۱۳۹۳ ۱۹:۳۰ | سوئد  | ۲۵–۲۵ | مصر | ورزشگاه علی بن حمد العطیه، دوحه |
| ۲ بهمن ۱۳۹۳ ۱۹:۳۰ | گزارش |       |     | ورزشگاه علی بن حمد العطیه، دوحه |
| ۲ بهمن ۱۳۹۳ ۱۹:۳۰ |       |       |     | ورزشگاه علی بن حمد العطیه، دوحه |

| ۲ بهمن ۱۳۹۳ ۲۱:۳۰ | ایسلند | ۲۵–۳۶ | چک | ورزشگاه علی بن حمد العطیه، دوحه |
| ۲ بهمن ۱۳۹۳ ۲۱:۳۰ | گزارش  |       |    | ورزشگاه علی بن حمد العطیه، دوحه |
| ۲ بهمن ۱۳۹۳ ۲۱:۳۰ |        |       |    | ورزشگاه علی بن حمد العطیه، دوحه |

| ۲ بهمن ۱۳۹۳ ۲۱:۳۰ | الجزایر | ۲۶–۳۲ | فرانسه | سالن هندبال دوحیل، دوحه |
| ۲ بهمن ۱۳۹۳ ۲۱:۳۰ | گزارش   |       |        | سالن هندبال دوحیل، دوحه |
| ۲ بهمن ۱۳۹۳ ۲۱:۳۰ |         |       |        | سالن هندبال دوحیل، دوحه |

| ۴ بهمن ۱۳۹۳ ۱۹:۳۰ | مصر   | ۲۵–۲۸ | ایسلند | ورزشگاه علی بن حمد العطیه، دوحه |
| ۴ بهمن ۱۳۹۳ ۱۹:۳۰ | گزارش |       |        | ورزشگاه علی بن حمد العطیه، دوحه |
| ۴ بهمن ۱۳۹۳ ۱۹:۳۰ |       |       |        | ورزشگاه علی بن حمد العطیه، دوحه |

| ۴ بهمن ۱۳۹۳ ۲۱:۳۰ | الجزایر | ۲۰–۳۶ | چک | سالن هندبال دوحیل، دوحه |
| ۴ بهمن ۱۳۹۳ ۲۱:۳۰ | گزارش   |       |    | سالن هندبال دوحیل، دوحه |
| ۴ بهمن ۱۳۹۳ ۲۱:۳۰ |         |       |    | سالن هندبال دوحیل، دوحه |

| ۴ بهمن ۱۳۹۳ ۲۱:۳۰ | فرانسه | ۲۷–۲۵ | سوئد | ورزشگاه علی بن حمد العطیه، دوحه |
| ۴ بهمن ۱۳۹۳ ۲۱:۳۰ | گزارش  |       |      | ورزشگاه علی بن حمد العطیه، دوحه |
| ۴ بهمن ۱۳۹۳ ۲۱:۳۰ |        |       |      | ورزشگاه علی بن حمد العطیه، دوحه |

### گروه D
| تیم           | بازی | برد | مساوی | باخت | گل‌زده | گل‌خورده | تفاضل‌گل | امتیاز |
| ------------- | ---- | --- | ----- | ---- | ----- | ------- | ------- | ------ |
| آلمان         | ۵    | ۴   | ۱     | ۰    | ۱۵۰   | ۱۲۴     | ۲۶+     | ۹      |
| دانمارک       | ۵    | ۳   | ۲     | ۰    | ۱۵۴   | ۱۲۷     | ۲۷+     | ۸      |
| لهستان        | ۵    | ۳   | ۰     | ۲    | ۱۳۵   | ۱۲۱     | ۱۴+     | ۶      |
| آرژانتین      | ۵    | ۲   | ۱     | ۲    | ۱۳۲   | ۱۲۳     | ۹+      | ۵      |
| روسیه         | ۵    | ۱   | ۰     | ۴    | ۱۳۳   | ۱۳۱     | ۲+      | ۲      |
| عربستان سعودی | ۵    | ۰   | ۰     | ۵    | ۸۷    | ۱۶۵     | ۷۸–     | ۰      |

| ۲۶ دی ۱۳۹۳ ۱۵:۳۰ | روسیه | ۲۷–۱۷ | عربستان سعودی | سالن هندبال دوحیل، دوحه |
| ۲۶ دی ۱۳۹۳ ۱۵:۳۰ | گزارش |       |               | سالن هندبال دوحیل، دوحه |
| ۲۶ دی ۱۳۹۳ ۱۵:۳۰ |       |       |               | سالن هندبال دوحیل، دوحه |

| ۲۶ دی ۱۳۹۳ ۱۹:۳۰ | لهستان | ۲۹−۲۶ | آلمان | ورزشگاه لوسیل، لوسیل |
| ۲۶ دی ۱۳۹۳ ۱۹:۳۰ | گزارش  |       |       | ورزشگاه لوسیل، لوسیل |
| ۲۶ دی ۱۳۹۳ ۱۹:۳۰ |        |       |       | ورزشگاه لوسیل، لوسیل |

| ۲۶ دی ۱۳۹۳ ۲۱:۳۰ | دانمارک | ۲۴−۲۴ | آرژانتین | ورزشگاه لوسیل، لوسیل |
| ۲۶ دی ۱۳۹۳ ۲۱:۳۰ | گزارش   |       |          | ورزشگاه لوسیل، لوسیل |
| ۲۶ دی ۱۳۹۳ ۲۱:۳۰ |         |       |          | ورزشگاه لوسیل، لوسیل |

| ۲۸ دی ۱۳۹۳ ۱۹:۳۰ | آرژانتین | ۲۳–۲۴ | لهستان | سالن هندبال دوحیل، دوحه |
| ۲۸ دی ۱۳۹۳ ۱۹:۳۰ | گزارش    |       |        | سالن هندبال دوحیل، دوحه |
| ۲۸ دی ۱۳۹۳ ۱۹:۳۰ |          |       |        | سالن هندبال دوحیل، دوحه |

| ۲۸ دی ۱۳۹۳ ۱۹:۳۰ | آلمان | ۲۷–۲۶ | روسیه | ورزشگاه لوسیل، لوسیل |
| ۲۸ دی ۱۳۹۳ ۱۹:۳۰ | گزارش |       |       | ورزشگاه لوسیل، لوسیل |
| ۲۸ دی ۱۳۹۳ ۱۹:۳۰ |       |       |       | ورزشگاه لوسیل، لوسیل |

| ۲۸ دی ۱۳۹۳ ۲۱:۳۰ | عربستان سعودی | ۱۸–۳۸ | دانمارک | ورزشگاه لوسیل، لوسیل |
| ۲۸ دی ۱۳۹۳ ۲۱:۳۰ | گزارش         |       |         | ورزشگاه لوسیل، لوسیل |
| ۲۸ دی ۱۳۹۳ ۲۱:۳۰ |               |       |         | ورزشگاه لوسیل، لوسیل |

| ۳۰ دی ۱۳۹۳ ۱۹:۳۰ | لهستان | ۲۶–۲۵ | روسیه | ورزشگاه لوسیل، لوسیل |
| ۳۰ دی ۱۳۹۳ ۱۹:۳۰ | گزارش  |       |       | ورزشگاه لوسیل، لوسیل |
| ۳۰ دی ۱۳۹۳ ۱۹:۳۰ |        |       |       | ورزشگاه لوسیل، لوسیل |

| ۳۰ دی ۱۳۹۳ ۱۹:۳۰ | آرژانتین | ۳۲–۲۰ | عربستان سعودی | سالن هندبال دوحیل، دوحه |
| ۳۰ دی ۱۳۹۳ ۱۹:۳۰ | گزارش    |       |               | سالن هندبال دوحیل، دوحه |
| ۳۰ دی ۱۳۹۳ ۱۹:۳۰ |          |       |               | سالن هندبال دوحیل، دوحه |

| ۳۰ دی ۱۳۹۳ ۲۱:۳۰ | دانمارک | ۳۰–۳۰ | آلمان | ورزشگاه لوسیل، لوسیل |
| ۳۰ دی ۱۳۹۳ ۲۱:۳۰ | گزارش   |       |       | ورزشگاه لوسیل، لوسیل |
| ۳۰ دی ۱۳۹۳ ۲۱:۳۰ |         |       |       | ورزشگاه لوسیل، لوسیل |

| ۲ بهمن ۱۳۹۳ ۱۹:۳۰ | لهستان | ۳۲–۱۳ | عربستان سعودی | سالن هندبال دوحیل، دوحه |
| ۲ بهمن ۱۳۹۳ ۱۹:۳۰ | گزارش  |       |               | سالن هندبال دوحیل، دوحه |
| ۲ بهمن ۱۳۹۳ ۱۹:۳۰ |        |       |               | سالن هندبال دوحیل، دوحه |

| ۲ بهمن ۱۳۹۳ ۱۹:۳۰ | آلمان | ۲۸–۲۳ | آرژانتین | ورزشگاه لوسیل، لوسیل |
| ۲ بهمن ۱۳۹۳ ۱۹:۳۰ | گزارش |       |          | ورزشگاه لوسیل، لوسیل |
| ۲ بهمن ۱۳۹۳ ۱۹:۳۰ |       |       |          | ورزشگاه لوسیل، لوسیل |

| ۲ بهمن ۱۳۹۳ ۲۱:۳۰ | روسیه | ۲۸–۳۱ | دانمارک | ورزشگاه لوسیل، لوسیل |
| ۲ بهمن ۱۳۹۳ ۲۱:۳۰ | گزارش |       |         | ورزشگاه لوسیل، لوسیل |
| ۲ بهمن ۱۳۹۳ ۲۱:۳۰ |       |       |         | ورزشگاه لوسیل، لوسیل |

| ۴ بهمن ۱۳۹۳ ۱۹:۳۰ | عربستان سعودی | ۱۹–۳۶ | آلمان | ورزشگاه لوسیل، لوسیل |
| ۴ بهمن ۱۳۹۳ ۱۹:۳۰ | گزارش         |       |       | ورزشگاه لوسیل، لوسیل |
| ۴ بهمن ۱۳۹۳ ۱۹:۳۰ |               |       |       | ورزشگاه لوسیل، لوسیل |

| ۴ بهمن ۱۳۹۳ ۱۹:۳۰ | روسیه | ۲۷–۳۰ | آرژانتین | سالن هندبال دوحیل، دوحه |
| ۴ بهمن ۱۳۹۳ ۱۹:۳۰ | گزارش |       |          | سالن هندبال دوحیل، دوحه |
| ۴ بهمن ۱۳۹۳ ۱۹:۳۰ |       |       |          | سالن هندبال دوحیل، دوحه |

| ۴ بهمن ۱۳۹۳ ۲۱:۳۰ | دانمارک | ۳۱–۲۷ | لهستان | ورزشگاه لوسیل، لوسیل |
| ۴ بهمن ۱۳۹۳ ۲۱:۳۰ | گزارش   |       |        | ورزشگاه لوسیل، لوسیل |
| ۴ بهمن ۱۳۹۳ ۲۱:۳۰ |         |       |        | ورزشگاه لوسیل، لوسیل |

## مرحله حذفی

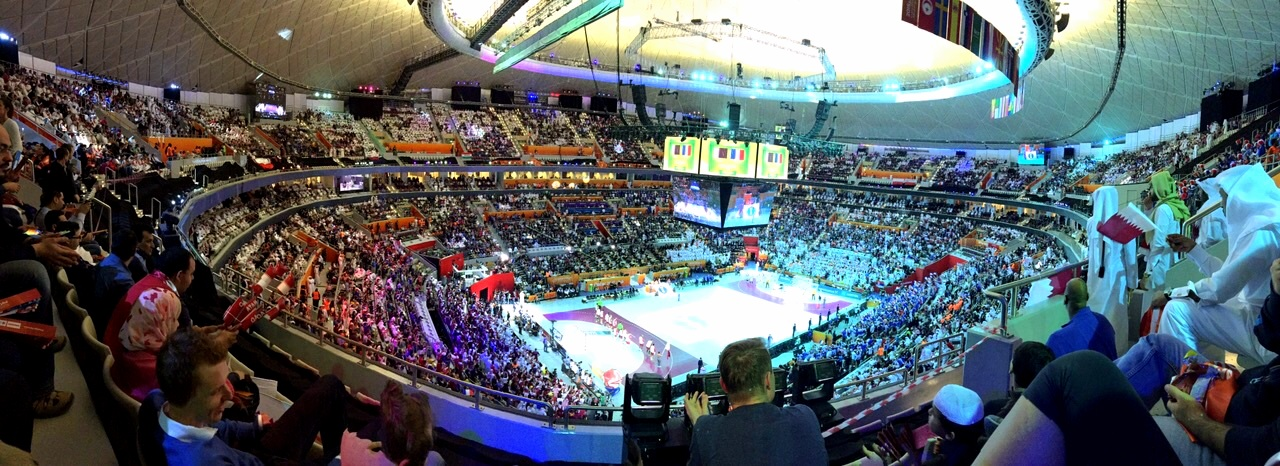
محل برگزاری مسابقهٔ فینال قطر در برار فرانسه

### قهرمانی
|  | یک‌هشتم نهایی | یک‌هشتم نهایی  | یک‌هشتم نهایی |         |    | یک چهارم نهایی | یک چهارم نهایی | یک چهارم نهایی |         |    | نیمه نهایی | نیمه نهایی | نیمه نهایی |          |          | نهایی    | نهایی | نهایی |  |
|  |              |               |              |         |    |                |                |                |         |    |            |            |            |          |          |          |       |       |  |
|  | B۱           | کرواسی        | ۲۶           |         |    |                |                |                |         |    |            |            |            |          |          |          |       |       |  |
|  | B۱           | کرواسی        | ۲۶           |         |    |                |                |                |         |    |            |            |            |          |          |          |       |       |  |
|  | A۴           | برزیل         | ۲۵           |         |    |                |                |                |         |    |            |            |            |          |          |          |       |       |  |
|  | A۴           | برزیل         | ۲۵           |         | B۱ | کرواسی         | ۲۲             |                |         |    |            |            |            |          |          |          |       |       |  |
|  |              |               |              |         | B۱ | کرواسی         | ۲۲             |                |         |    |            |            |            |          |          |          |       |       |  |
|  |              |               | D۳           | لهستان  | ۲۴ |                |                |                |         |    |            |            |            |          |          |          |       |       |  |
|  | D۳           | لهستان        | D۳           | لهستان  | ۲۴ | ۲۴             |                |                |         |    |            |            |            |          |          |          |       |       |  |
|  | D۳           | لهستان        |              |         |    |                |                |                |         |    |            |            |            |          |          |          |       |       |  |
|  | C۲           | سوئد          | ۲۰           |         |    |                |                |                |         |    |            |            |            |          |          |          |       |       |  |
|  | C۲           | سوئد          | ۲۰           |         | D۳ | لهستان         | ۲۹             |                |         |    |            |            |            |          |          |          |       |       |  |
|  |              |               |              |         |    |                |                |                |         |    |            |            |            |          |          |          |       |       |  |
|  |              |               | A۲           | قطر     | ۳۱ |                |                |                |         |    |            |            |            |          |          |          |       |       |  |
|  | B۳           | اتریش         | A۲           | قطر     | ۳۱ | ۲۷             |                |                |         |    |            |            |            |          |          |          |       |       |  |
|  | B۳           | اتریش         |              |         |    |                |                |                |         |    |            |            |            |          |          |          |       |       |  |
|  | A۲           | قطر           | ۲۹           |         |    |                |                |                |         |    |            |            |            |          |          |          |       |       |  |
|  | A۲           | قطر           | ۲۹           |         | A۲ | قطر            | ۲۶             |                |         |    |            |            |            |          |          |          |       |       |  |
|  |              |               |              |         | A۲ | قطر            | ۲۶             |                |         |    |            |            |            |          |          |          |       |       |  |
|  |              |               | D۱           | آلمان   | ۲۴ |                |                |                |         |    |            |            |            |          |          |          |       |       |  |
|  | D۱           | آلمان         | D۱           | آلمان   | ۲۴ | ۲۳             |                |                |         |    |            |            |            |          |          |          |       |       |  |
|  | D۱           | آلمان         |              |         |    |                |                |                |         |    |            |            |            |          |          |          |       |       |  |
|  | C۴           | مصر           | ۱۶           |         |    |                |                |                |         |    |            |            |            |          |          |          |       |       |  |
|  | C۴           | مصر           | ۱۶           |         | A۲ | قطر            | ۲۲             |                |         |    |            |            |            |          |          |          |       |       |  |
|  |              |               |              |         |    |                |                |                |         |    |            |            |            |          |          |          |       |       |  |
|  |              |               | C۱           | فرانسه  | ۲۵ |                |                |                |         |    |            |            |            |          |          |          |       |       |  |
|  | C۳           | ایسلند        | C۱           | فرانسه  | ۲۵ | ۲۵             |                |                |         |    |            |            |            |          |          |          |       |       |  |
|  | C۳           | ایسلند        |              |         |    | ۲۵             |                |                |         |    |            |            |            |          |          |          |       |       |  |
|  | D۲           | دانمارک       | ۳۰           |         |    |                |                |                |         |    |            |            |            |          |          |          |       |       |  |
|  | D۲           | دانمارک       | ۳۰           |         | D۲ | دانمارک        | ۲۴             |                |         |    |            |            |            |          |          |          |       |       |  |
|  |              |               |              |         | D۲ | دانمارک        | ۲۴             |                |         |    |            |            |            |          |          |          |       |       |  |
|  |              |               | A۱           | اسپانیا | ۲۵ |                |                |                |         |    |            |            |            |          |          |          |       |       |  |
|  | A۱           | اسپانیا       | A۱           | اسپانیا | ۲۵ | ۲۸             |                |                |         |    |            |            |            |          |          |          |       |       |  |
|  | A۱           | اسپانیا       |              |         |    |                |                |                |         |    |            |            |            |          |          |          |       |       |  |
|  | B۴           | تونس          | ۲۰           |         |    |                |                |                |         |    |            |            |            |          |          |          |       |       |  |
|  | B۴           | تونس          | ۲۰           |         | A۱ | اسپانیا        | ۲۲             |                |         |    |            |            |            |          |          |          |       |       |  |
|  |              |               |              |         |    |                |                |                |         |    |            |            |            |          |          |          |       |       |  |
|  |              |               | C۱           | فرانسه  | ۲۶ |                |                |                |         |    |            |            |            |          |          |          |       |       |  |
|  | A۳           | اسلوونی       | C۱           | فرانسه  | ۲۶ | ۳۰             |                |                |         |    |            |            |            | مقام سوم | مقام سوم | مقام سوم |       |       |  |
|  | A۳           | اسلوونی       |              |         |    |                |                |                |         |    |            |            |            |          |          |          |       |       |  |
|  | B۲           | مقدونیه شمالی | ۲۸           |         |    |                |                |                |         |    |            |            |            |          |          |          |       |       |  |
|  | B۲           | مقدونیه شمالی | ۲۸           |         | A۳ | اسلوونی        | ۲۳             |                |         | D۳ | لهستان     | ۲۹         |            |          |          |          |       |       |  |
|  |              |               |              |         | A۳ | اسلوونی        | ۲۳             |                |         | D۳ | لهستان     | ۲۹         |            |          |          |          |       |       |  |
|  |              |               | C۱           | فرانسه  | ۳۲ |                |                | A۱             | اسپانیا | ۲۸ |            |            |            |          |          |          |       |       |  |
|  | C۱           | فرانسه        | C۱           | فرانسه  | ۳۲ | ۳۳             |                | A۱             | اسپانیا | ۲۸ |            |            |            |          |          |          |       |       |  |
|  | C۱           | فرانسه        |              |         |    |                |                |                |         |    |            |            |            |          |          |          |       |       |  |
|  | D۴           | آرژانتین      | ۲۰           |         |    |                |                |                |         |    |            |            |            |          |          |          |       |       |  |

#### یک‌هشتم نهایی
| ۵ بهمن ۱۳۹۳ ۱۹:۰۰ | اتریش | ۲۷–۲۹ | قطر | ورزشگاه لوسیل، لوسیل |
| ۵ بهمن ۱۳۹۳ ۱۹:۰۰ | گزارش |       |     | ورزشگاه لوسیل، لوسیل |
| ۵ بهمن ۱۳۹۳ ۱۹:۰۰ |       |       |     | ورزشگاه لوسیل، لوسیل |

| ۵ بهمن ۱۳۹۳ ۱۹:۰۰ | اسلوونی | ۳۰–۲۸ | مقدونیه شمالی | ورزشگاه علی بن حمد العطیه، دوحه |
| ۵ بهمن ۱۳۹۳ ۱۹:۰۰ | گزارش   |       |               | ورزشگاه علی بن حمد العطیه، دوحه |
| ۵ بهمن ۱۳۹۳ ۱۹:۰۰ |         |       |               | ورزشگاه علی بن حمد العطیه، دوحه |

| ۵ بهمن ۱۳۹۳ ۲۱:۳۰ | اسپانیا | ۲۸–۲۰ | تونس | ورزشگاه لوسیل، لوسیل |
| ۵ بهمن ۱۳۹۳ ۲۱:۳۰ | گزارش   |       |      | ورزشگاه لوسیل، لوسیل |
| ۵ بهمن ۱۳۹۳ ۲۱:۳۰ |         |       |      | ورزشگاه لوسیل، لوسیل |

| ۵ بهمن ۱۳۹۳ ۲۱:۳۰ | کرواسی | ۲۶–۲۵ | برزیل | ورزشگاه علی بن حمد العطیه، دوحه |
| ۵ بهمن ۱۳۹۳ ۲۱:۳۰ | گزارش  |       |       | ورزشگاه علی بن حمد العطیه، دوحه |
| ۵ بهمن ۱۳۹۳ ۲۱:۳۰ |        |       |       | ورزشگاه علی بن حمد العطیه، دوحه |

| ۶ بهمن ۱۳۹۳ ۱۹:۰۰ | آلمان | ۲۳–۱۶ | مصر | ورزشگاه لوسیل، لوسیل |
| ۶ بهمن ۱۳۹۳ ۱۹:۰۰ | گزارش |       |     | ورزشگاه لوسیل، لوسیل |
| ۶ بهمن ۱۳۹۳ ۱۹:۰۰ |       |       |     | ورزشگاه لوسیل، لوسیل |

| ۶ بهمن ۱۳۹۳ ۱۹:۰۰ | لهستان | ۲۴–۲۰ | سوئد | ورزشگاه علی بن حمد العطیه، دوحه |
| ۶ بهمن ۱۳۹۳ ۱۹:۰۰ | گزارش  |       |      | ورزشگاه علی بن حمد العطیه، دوحه |
| ۶ بهمن ۱۳۹۳ ۱۹:۰۰ |        |       |      | ورزشگاه علی بن حمد العطیه، دوحه |

| ۶ بهمن ۱۳۹۳ ۲۱:۳۰ | ایسلند | ۲۵–۳۰ | دانمارک | ورزشگاه لوسیل، لوسیل |
| ۶ بهمن ۱۳۹۳ ۲۱:۳۰ | گزارش  |       |         | ورزشگاه لوسیل، لوسیل |
| ۶ بهمن ۱۳۹۳ ۲۱:۳۰ |        |       |         | ورزشگاه لوسیل، لوسیل |

| ۶ بهمن ۱۳۹۳ ۲۱:۳۰ | فرانسه | ۳۳–۲۰ | آرژانتین | ورزشگاه علی بن حمد العطیه، دوحه |
| ۶ بهمن ۱۳۹۳ ۲۱:۳۰ | گزارش  |       |          | ورزشگاه علی بن حمد العطیه، دوحه |
| ۶ بهمن ۱۳۹۳ ۲۱:۳۰ |        |       |          | ورزشگاه علی بن حمد العطیه، دوحه |

#### یک چهارم نهایی
| ۸ بهمن ۱۳۹۳ ۱۹:۰۰ | کرواسی | ۲۲–۲۴ | لهستان | ورزشگاه علی بن حمد العطیه، دوحه |
| ۸ بهمن ۱۳۹۳ ۱۹:۰۰ | گزارش  |       |        | ورزشگاه علی بن حمد العطیه، دوحه |
| ۸ بهمن ۱۳۹۳ ۱۹:۰۰ |        |       |        | ورزشگاه علی بن حمد العطیه، دوحه |

| ۸ بهمن ۱۳۹۳ ۱۹:۰۰ | قطر   | ۲۶–۲۴ | آلمان | ورزشگاه لوسیل، لوسیل |
| ۸ بهمن ۱۳۹۳ ۱۹:۰۰ | گزارش |       |       | ورزشگاه لوسیل، لوسیل |
| ۸ بهمن ۱۳۹۳ ۱۹:۰۰ |       |       |       | ورزشگاه لوسیل، لوسیل |

| ۸ بهمن ۱۳۹۳ ۲۱:۳۰ | اسلوونی | ۲۳–۳۲ | فرانسه | ورزشگاه علی بن حمد العطیه، دوحه |
| ۸ بهمن ۱۳۹۳ ۲۱:۳۰ | گزارش   |       |        | ورزشگاه علی بن حمد العطیه، دوحه |
| ۸ بهمن ۱۳۹۳ ۲۱:۳۰ |         |       |        | ورزشگاه علی بن حمد العطیه، دوحه |

| ۸ بهمن ۱۳۹۳ ۲۱:۳۰ | دانمارک | ۲۴–۲۵ | اسپانیا | ورزشگاه لوسیل، لوسیل |
| ۸ بهمن ۱۳۹۳ ۲۱:۳۰ | گزارش   |       |         | ورزشگاه لوسیل، لوسیل |
| ۸ بهمن ۱۳۹۳ ۲۱:۳۰ |         |       |         | ورزشگاه لوسیل، لوسیل |

#### نیمه نهایی
| ۱۰ بهمن ۱۳۹۳ ۱۹:۰۰ | لهستان | ۲۹–۳۱ | قطر | ورزشگاه لوسیل، لوسیل |
| ۱۰ بهمن ۱۳۹۳ ۱۹:۰۰ | گزارش  |       |     | ورزشگاه لوسیل، لوسیل |
| ۱۰ بهمن ۱۳۹۳ ۱۹:۰۰ |        |       |     | ورزشگاه لوسیل، لوسیل |

| ۱۰ بهمن ۱۳۹۳ ۲۱:۳۰ | اسپانیا | ۲۲–۲۶ | فرانسه | ورزشگاه لوسیل، لوسیل |
| ۱۰ بهمن ۱۳۹۳ ۲۱:۳۰ | گزارش   |       |        | ورزشگاه لوسیل، لوسیل |
| ۱۰ بهمن ۱۳۹۳ ۲۱:۳۰ |         |       |        | ورزشگاه لوسیل، لوسیل |

#### رده‌بندی مدال برنز
| ۱۲ بهمن ۱۳۹۳ ۱۷:۰۰ | لهستان | ۲۹–۲۸ (وقت اضافه) | اسپانیا | ورزشگاه لوسیل، لوسیل |
| ۱۲ بهمن ۱۳۹۳ ۱۷:۰۰ | گزارش  |                   |         | ورزشگاه لوسیل، لوسیل |
| ۱۲ بهمن ۱۳۹۳ ۱۷:۰۰ |        |                   |         | ورزشگاه لوسیل، لوسیل |

#### نهایی
| ۱۲ بهمن ۱۳۹۳ ۱۹:۴۵ | قطر   | ۲۲–۲۵ | فرانسه | ورزشگاه لوسیل، لوسیل |
| ۱۲ بهمن ۱۳۹۳ ۱۹:۴۵ | گزارش |       |        | ورزشگاه لوسیل، لوسیل |
| ۱۲ بهمن ۱۳۹۳ ۱۹:۴۵ |       |       |        | ورزشگاه لوسیل، لوسیل |

### رده‌بندی تیم‌های ۵ ام تا ۸ ام
|  | نیمه نهایی | نیمه نهایی |    |         | مقام ۵ ام | مقام ۵ ام |  |
|  |            |            |    |         |           |           |  |
|  | ۱۰ بهمن    |            |    |         |           |           |  |
|  | کرواسی     | ۲۸         |    |         |           |           |  |
|  | آلمان      | ۲۳         |    |         |           |           |  |
|  |            |            |    |         |           |           |  |
|  |            |            |    |         | ۱۱ بهمن   |           |  |
|  |            |            |    |         | کرواسی    | ۲۴        |  |
|  |            | دانمارک    | ۲۸ |         |           |           |  |
|  |            |            |    |         |           |           |  |
|  |            |            |    |         |           |           |  |
|  |            |            |    |         | مقام ۷ ام |           |  |
|  | ۱۰ بهمن    | ۱۰ بهمن    |    | ۱۱ بهمن | ۱۱ بهمن   |           |  |
|  | دانمارک    | ۳۶         |    | آلمان   | ۳۰        |           |  |
|  | اسلوونی    | ۳۳         |    |         | اسلوونی   | ۲۷        |  |

#### نیمه نهایی ۵ ام تا ۸ ام
| ۱۰ بهمن ۱۳۹۳ ۱۶:۳۰ | کرواسی | ۲۸–۲۳ | آلمان | ورزشگاه علی بن حمد العطیه، دوحه |
| ۱۰ بهمن ۱۳۹۳ ۱۶:۳۰ | گزارش  |       |       | ورزشگاه علی بن حمد العطیه، دوحه |
| ۱۰ بهمن ۱۳۹۳ ۱۶:۳۰ |        |       |       | ورزشگاه علی بن حمد العطیه، دوحه |

| ۱۰ بهمن ۱۳۹۳ ۱۹:۰۰ | دانمارک | ۳۶–۳۳ | اسلوونی | ورزشگاه علی بن حمد العطیه، دوحه |
| ۱۰ بهمن ۱۳۹۳ ۱۹:۰۰ | گزارش   |       |         | ورزشگاه علی بن حمد العطیه، دوحه |
| ۱۰ بهمن ۱۳۹۳ ۱۹:۰۰ |         |       |         | ورزشگاه علی بن حمد العطیه، دوحه |

#### مکان ۷ ام
| ۱۱ بهمن ۱۳۹۳ ۱۷:۰۰ | آلمان | ۳۰–۲۷ | اسلوونی | ورزشگاه لوسیل، لوسیل |
| ۱۱ بهمن ۱۳۹۳ ۱۷:۰۰ | گزارش |       |         | ورزشگاه لوسیل، لوسیل |
| ۱۱ بهمن ۱۳۹۳ ۱۷:۰۰ |       |       |         | ورزشگاه لوسیل، لوسیل |

#### مکان ۵ ام
| ۱۱ بهمن ۱۳۹۳ ۱۹:۴۵ | کرواسی | ۲۴–۲۸ | دانمارک | ورزشگاه لوسیل، لوسیل |
| ۱۱ بهمن ۱۳۹۳ ۱۹:۴۵ | گزارش  |       |         | ورزشگاه لوسیل، لوسیل |
| ۱۱ بهمن ۱۳۹۳ ۱۹:۴۵ |        |       |         | ورزشگاه لوسیل، لوسیل |

## جام ریاست
|  | نیمه نهایی      | نیمه نهایی  |    |                 | مکان ۱۷ ام | مکان ۱۷ ام |  |
|  |                 |             |    |                 |            |            |  |
|  | ۶ بهمن          |             |    |                 |            |            |  |
|  | بلاروس          | ۳۷          |    |                 |            |            |  |
|  | بوسنی و هرزگوین | ۲۹          |    |                 |            |            |  |
|  |                 |             |    |                 |            |            |  |
|  |                 |             |    |                 | ۷ بهمن     |            |  |
|  |                 |             |    |                 | بلاروس     | ۳۱         |  |
|  |                 | چک (پنالتی) | ۳۲ |                 |            |            |  |
|  |                 |             |    |                 |            |            |  |
|  |                 |             |    |                 |            |            |  |
|  |                 |             |    |                 | مکان ۱۹ ام |            |  |
|  | ۶ بهمن          | ۶ بهمن      |    | ۷ بهمن          | ۷ بهمن     |            |  |
|  | چک              | ۳۲          |    | بوسنی و هرزگوین | ۲۸         |            |  |
|  | روسیه           | ۳۰          |    |                 | روسیه      | ۴۲         |  |

|  | نیمه نهایی    | نیمه نهایی    |    |               | مکان ۲۱ ام | مکان ۲۱ ام |  |
|  |               |               |    |               |            |            |  |
|  | ۶ بهمن        |               |    |               |            |            |  |
|  | شیلی          | ۳۱            |    |               |            |            |  |
|  | ایران         | ۳۲            |    |               |            |            |  |
|  |               |               |    |               |            |            |  |
|  |               |               |    |               | ۷ بهمن     |            |  |
|  |               |               |    |               | ایران      | ۲۶         |  |
|  |               | عربستان سعودی | ۲۲ |               |            |            |  |
|  |               |               |    |               |            |            |  |
|  |               |               |    |               |            |            |  |
|  |               |               |    |               | مکان ۲۳ ام |            |  |
|  | ۶ بهمن        | ۶ بهمن        |    | ۷ بهمن        | ۷ بهمن     |            |  |
|  | الجزایر       | ۲۵            |    | شیلی (پنالتی) | ۳۰         |            |  |
|  | عربستان سعودی | ۲۷            |    |               | الجزایر    | ۲۸         |  |

#### نیمه نهایی ۱۷ ام تا ۲۴ ام
| ۶ بهمن ۱۳۹۳ ۱۳:۳۰ | شیلی  | ۳۱–۳۲ | ایران | سالن هندبال دوحیل، دوحه |
| ۶ بهمن ۱۳۹۳ ۱۳:۳۰ | گزارش |       |       | سالن هندبال دوحیل، دوحه |
| ۶ بهمن ۱۳۹۳ ۱۳:۳۰ |       |       |       | سالن هندبال دوحیل، دوحه |

| ۶ بهمن ۱۳۹۳ ۱۵:۳۰ | الجزایر | ۲۵–۲۷ | عربستان سعودی | سالن هندبال دوحیل، دوحه |
| ۶ بهمن ۱۳۹۳ ۱۵:۳۰ | گزارش   |       |               | سالن هندبال دوحیل، دوحه |
| ۶ بهمن ۱۳۹۳ ۱۵:۳۰ |         |       |               | سالن هندبال دوحیل، دوحه |

| ۶ بهمن ۱۳۹۳ ۱۷:۳۰ | بلاروس | ۳۷–۲۹ | بوسنی و هرزگوین | سالن هندبال دوحیل، دوحه |
| ۶ بهمن ۱۳۹۳ ۱۷:۳۰ | گزارش  |       |                 | سالن هندبال دوحیل، دوحه |
| ۶ بهمن ۱۳۹۳ ۱۷:۳۰ |        |       |                 | سالن هندبال دوحیل، دوحه |

| ۶ بهمن ۱۳۹۳ ۱۹:۳۰ | چک    | ۳۲–۳۰ | روسیه | سالن هندبال دوحیل، دوحه |
| ۶ بهمن ۱۳۹۳ ۱۹:۳۰ | گزارش |       |       | سالن هندبال دوحیل، دوحه |
| ۶ بهمن ۱۳۹۳ ۱۹:۳۰ |       |       |       | سالن هندبال دوحیل، دوحه |

#### مکان ۲۳ ام
| ۷ بهمن ۱۳۹۳ ۱۳:۳۰ | شیلی  | ۳۰–۲۸ (پنالتی) | الجزایر | سالن هندبال دوحیل، دوحه |
| ۷ بهمن ۱۳۹۳ ۱۳:۳۰ | گزارش |                |         | سالن هندبال دوحیل، دوحه |
| ۷ بهمن ۱۳۹۳ ۱۳:۳۰ |       |                |         | سالن هندبال دوحیل، دوحه |

#### مکان ۲۱ ام
| ۷ بهمن ۱۳۹۳ ۱۵:۳۰ | ایران | ۲۶–۲۲ | عربستان سعودی | سالن هندبال دوحیل، دوحه |
| ۷ بهمن ۱۳۹۳ ۱۵:۳۰ | گزارش |       |               | سالن هندبال دوحیل، دوحه |
| ۷ بهمن ۱۳۹۳ ۱۵:۳۰ |       |       |               | سالن هندبال دوحیل، دوحه |

#### مکان ۱۹ ام
| ۷ بهمن ۱۳۹۳ ۱۷:۳۰ | بوسنی و هرزگوین | ۲۸–۴۲ | روسیه | سالن هندبال دوحیل، دوحه |
| ۷ بهمن ۱۳۹۳ ۱۷:۳۰ | گزارش           |       |       | سالن هندبال دوحیل، دوحه |
| ۷ بهمن ۱۳۹۳ ۱۷:۳۰ |                 |       |       | سالن هندبال دوحیل، دوحه |

#### مکان ۱۷ ام
| ۷ بهمن ۱۳۹۳ ۱۹:۳۰ | بلاروس | ۳۱–۳۲ (پنالتی) | چک | سالن هندبال دوحیل، دوحه |
| ۷ بهمن ۱۳۹۳ ۱۹:۳۰ | گزارش  |                |    | سالن هندبال دوحیل، دوحه |
| ۷ بهمن ۱۳۹۳ ۱۹:۳۰ |        |                |    | سالن هندبال دوحیل، دوحه |

## آمار

### رده‌بندینهایی
| رتبه                      | تیم             | گروه | بازی | برد | تساوی | باخت | گ ز | گ خ | ت گ |
| ------------------------- | --------------- | ---- | ---- | --- | ----- | ---- | --- | --- | --- |
| 1                         | فرانسه          | C    | ۹    | ۸   | ۱     | ۰    | ۲۵۹ | ۲۱۵ | ۴۴+ |
| 2                         | قطر             | A    | ۹    | ۷   | ۰     | ۲    | ۲۴۵ | ۲۲۷ | ۱۸+ |
| 3                         | لهستان          | D    | ۹    | ۶   | ۰     | ۳    | ۲۴۱ | ۲۲۲ | ۱۹+ |
| ۴                         | اسپانیا         | A    | ۹    | ۷   | ۰     | ۲    | ۲۶۵ | ۲۲۶ | ۳۹+ |
| حذف شده در یک چهارم نهایی |                 |      |      |     |       |      |     |     |     |
| ۵                         | دانمارک         | D    | ۹    | ۶   | ۲     | ۱    | ۲۷۲ | ۲۳۴ | ۳۸+ |
| ۶                         | کرواسی          | B    | ۹    | ۷   | ۰     | ۲    | ۲۵۸ | ۲۲۴ | ۳۴+ |
| ۷                         | آلمان           | D    | ۹    | ۶   | ۱     | ۲    | ۲۵۰ | ۲۲۱ | ۲۹+ |
| ۸                         | اسلوونی         | A    | ۹    | ۴   | ۰     | ۵    | ۲۷۳ | ۲۷۱ | ۲+  |
| حذف شده در یک‌هشتم نهایی   |                 |      |      |     |       |      |     |     |     |
| ۹                         | مقدونیه شمالی   | B    | ۶    | ۴   | ۰     | ۲    | ۱۸۱ | ۱۶۸ | ۱۳+ |
| ۱۰                        | سوئد            | C    | ۶    | ۳   | ۱     | ۲    | ۱۵۷ | ۱۳۳ | ۲۴+ |
| ۱۱                        | ایسلند          | C    | ۶    | ۲   | ۱     | ۳    | ۱۵۲ | ۱۶۵ | ۱۳– |
| ۱۲                        | آرژانتین        | D    | ۶    | ۲   | ۱     | ۳    | ۱۵۲ | ۱۵۶ | ۴–  |
| ۱۳                        | اتریش           | B    | ۶    | ۲   | ۱     | ۳    | ۱۷۴ | ۱۶۹ | ۵+  |
| ۱۴                        | مصر             | C    | ۶    | ۲   | ۱     | ۳    | ۱۵۱ | ۱۴۸ | ۳+  |
| ۱۵                        | تونس            | B    | ۶    | ۲   | ۱     | ۳    | ۱۵۲ | ۱۶۱ | ۹–  |
| ۱۶                        | برزیل           | A    | ۶    | ۲   | ۰     | ۳    | ۱۷۱ | ۱۶۹ | ۲+  |
| رتبه ۵ ام در مرحله گروهی  |                 |      |      |     |       |      |     |     |     |
| ۱۷                        | چک              | C    | ۷    | ۳   | ۱     | ۳    | ۲۰۵ | ۱۹۶ | ۹+  |
| ۱۸                        | بلاروس          | A    | ۷    | ۱   | ۱     | ۵    | ۲۱۲ | ۲۱۲ | ۰   |
| ۱۹                        | روسیه           | D    | ۷    | ۲   | ۰     | ۵    | ۲۰۵ | ۱۹۱ | ۱۴+ |
| ۲۰                        | بوسنی و هرزگوین | B    | ۷    | ۱   | ۰     | ۶    | ۱۷۵ | ۲۰۷ | ۳۲– |
| رتبه ۶ ام در مرحله گروهی  |                 |      |      |     |       |      |     |     |     |
| ۲۱                        | ایران           | B    | ۷    | ۲   | ۰     | ۵    | ۱۸۵ | ۲۲۵ | ۴۰– |
| ۲۲                        | عربستان سعودی   | D    | ۷    | ۱   | ۰     | ۶    | ۱۳۶ | ۲۱۶ | ۸۰– |
| ۲۳                        | شیلی            | A    | ۷    | ۰   | ۱     | ۶    | ۱۶۲ | ۲۲۳ | ۶۱– |
| ۲۴                        | الجزایر         | C    | ۷    | ۰   | ۱     | ۶    | ۱۶۱ | ۲۱۵ | ۵۴– |

|  | انتخاب شده برای المپیک تابستانی ۲۰۱۶ |
|  | انتخاب شده برای انتخابی المپیک ۲۰۱۶  |

### برترین گلزنان
| رتبه | نام             | تیم           | گل | شوت | ٪   |
| ---- | --------------- | ------------- | -- | --- | --- |
| ۱    | دراگان گاجیچ    | اسلوونی       | ۷۱ | ۹۳  | ۷۶٪ |
| ۲    | زارکو مارکوویچ  | قطر           | ۶۷ | ۱۲۷ | ۵۳٪ |
| ۳    | اووه گنشایمر    | آلمان         | ۵۴ | ۷۲  | ۷۵٪ |
| ۴    | رودریگو سالیناس | شیلی          | ۵۲ | ۹۲  | ۵۷٪ |
| ۵    | رافائل کاپوته   | قطر           | ۴۸ | ۷۸  | ۶۲٪ |
| ۶    | والرو ریورا     | اسپانیا       | ۴۷ | ۵۸  | ۸۱٪ |
| ۷    | کیریل لازاروف   | مقدونیه شمالی | ۴۵ | ۷۸  | ۵۸٪ |
| ۸    | سیاری روتنکا    | بلاروس        | ۴۳ | ۷۵  | ۵۷٪ |
| ۹    | روبرت وبر       | اتریش         | ۴۲ | ۶۱  | ۶۹٪ |
| ۱۰   | ایوان چوپیچ     | کرواسی        | ۴۱ | ۵۳  | ۷۷٪ |

منبع: IHF.info

### برترین دروازه بانان
| رتبه | نام                  | تیم     | ٪   | نجات | شوت |
| ---- | -------------------- | ------- | --- | ---- | --- |
| ۱    | کارستن لیختلاین      | آلمان   | ۳۸٪ | ۵۷   | ۱۵۲ |
| ۲    | تیری اومه یر         | فرانسه  | ۳۷٪ | ۱۰۵  | ۲۸۳ |
| ۲    | فیلیپ ایویچ          | کرواسی  | ۳۷٪ | ۴۴   | ۱۱۹ |
| ۲    | گونزالو پرز د وارگاس | اسپانیا | ۳۷٪ | ۹۷   | ۲۵۹ |
| ۵    | دانیل ساریچ          | قطر     | ۳۶٪ | ۷۵   | ۲۰۶ |
| ۵    | ماتیاس اندرسون       | سوئد    | ۳۶٪ | ۵۳   | ۱۴۷ |
| ۵    | پتر اشتوکل           | چک      | ۳۶٪ | ۷۵   | ۲۱۰ |
| ۸    | سلویو هایهه وتر      | آلمان   | ۳۵٪ | ۶۷   | ۱۹۳ |
| ۸    | یانیک گرین           | دانمارک | ۳۵٪ | ۴۷   | ۱۳۵ |
| ۸    | نیکولا مارینوویچ     | اتریش   | ۳۵٪ | ۵۲   | ۱۵۰ |

منبع: IHF.info

### تیم منتخب جام
در پایان مسابقات تیم منتخب جام به شرح زیر اعلام شد:
- دروازه‌بان:  تیری اومیر
- بال راست:  دراگان گاجیچ
- بک راست:  زارکو مارکوویچ
- بک وسط:  نیکولا کاراباتیچ
- بک چپ:  رافائل کاپوته
- بال چپ:  والرو ریورا
- خط زن:  بارتوش یورکی